# Резолюция Совета Безопасности ООН 1007
Резолюция Совета Безопасности Организации Объединённых Наций 1007 (код — S/RES/1007), принятая 31 июля 1995 года, сославшись на резолюции 841 (1993), 861 (1993), 862 (1993), 867 (1993), 873 (1993), 875 (1993), 905 (1994), 917 (1994), 933 (1994), 940 (1994), 944 (1994), 948 (1994), 964 (1994) и 975 (1995), Совет Безопасности ООН обсудил процесс выборов и продлил мандат Миссии ООН в Гаити (МООНГ) ещё на семь месяцев.
Совет Безопасности поддержал роль МООНГ в оказании помощи правительству Гаити в достижении безопасной и стабильной обстановки в стране. Крайне важно, чтобы состоялись свободные и справедливые президентские выборы. Усилия МООНГ по созданию полицейских сил были высоко оценены, а мандат МООНГ в целом находится под пристальным наблюдением Совета.
МООНГ и Международная гражданская миссия (MICIVIH) были поблагодарены за их вклад в проведение выборов в законодательные органы 25 июня 1995 года, хотя и была выражена серьёзная обеспокоенность по поводу нарушений в проведении первого тура выборов. Кроме того, приветствовались усилия президента Жан-Бертрана Аристида по содействию национальному примирению и подчеркивалась важность полноценного функционирования национальной полиции.
Продлив мандат МООНГ на семь месяцев, Совет надеялся, что в стране будет сформировано вновь избранное правительство и миссию можно будет прекратить. Страны и международные институты призвали продолжать оказывать поддержку Гаити, а Генерального секретаря ООН Бутроса Бутроса-Гали попросили представить Совету доклад в середине срока действия мандата МООНГ.